# Cantone di Montluel
Il Cantone di Montluel era una divisione amministrativa dell'arrondissement di Bourg-en-Bresse con capoluogo Montluel.
A seguito della riforma approvata con decreto del 13 febbraio 2014, che ha avuto attuazione dopo le elezioni dipartimentali del 2015, è stato soppresso.

## Composizione
Comprendeva 9 comuni:
- Balan
- Béligneux
- La Boisse
- Bressolles
- Dagneux
- Montluel
- Niévroz
- Pizay
- Sainte-Croix